# Estádio Municipal de Águeda
Estádio Municipal de Águeda – wielofunkcyjny stadion w mieście Águeda, w Portugalii. Został otwarty 10 kwietnia 1974 roku. Może pomieścić 10 000 widzów. Swoje spotkania rozgrywają na nim piłkarze klubu RD Águeda.
Stadion został otwarty 10 kwietnia 1974 roku, a na inaugurację gospodarze, piłkarze zespołu RD Águeda (dotąd grający na Campo na Venda Nova), przegrali z Benfiką Lizbona 0:4. W sezonie 1983/1984 grający na tym obiekcie piłkarze RD Águeda występowali w najwyższej klasie rozgrywkowej. 29 maja 2004 roku stadion ponownie otwarto po przeprowadzeniu modernizacji, a na otwarcie odbył się na nim mecz towarzyski piłkarskich reprezentacji narodowych. Przygotowująca się wówczas do finałów Euro 2004 reprezentacja Portugalii pokonała w swym przedostatnim sprawdzianie reprezentację Luksemburga 3:0 po bramkach Luísa Figo, Nuno Gomesa i Rui Costy. Stadion po modernizacji może pomieścić 10 000 widzów, z czego 9800 miejsc jest siedzących (4250 pod dachem). Trybuny otaczają arenę z trzech stron (wolna pozostaje przestrzeń za południowo-wschodnim łukiem), trybuna główna znajduje się po stronie południowo-zachodniej. Obiekt wyposażony jest w oświetlenie o natężeniu 1600 luksów. W 2006 roku stadion był jedną z aren piłkarskich Mistrzostw Europy U-21. Rozegrano na nim trzy spotkania fazy grupowej tego turnieju (24 maja: Ukraina – Holandia 2:1, 26 maja: Włochy – Ukraina 1:0 i 29 maja: Dania – Ukraina 1:2). 19 stycznia 2017 roku na obiekcie rozegrano także mecz towarzyski kobiecych reprezentacji piłkarskich Portugalii i Irlandii Północnej (0:1).